# فرودگاه بین‌المللی ژاو
فرودگاه بین‌المللی ژاو (به انگلیسی: Gao International Airport) یک فرودگاه نظامی و غیرنظامی با کد یاتا GAQ است که یک باند فرود آسفالت دارد و طول باند آن ۲۵۰۰ متر است. این فرودگاه در کشور مالی قرار دارد و در ارتفاع ۲۶۵ متری از سطح دریا واقع شده‌است.